# 日本の宇宙開発

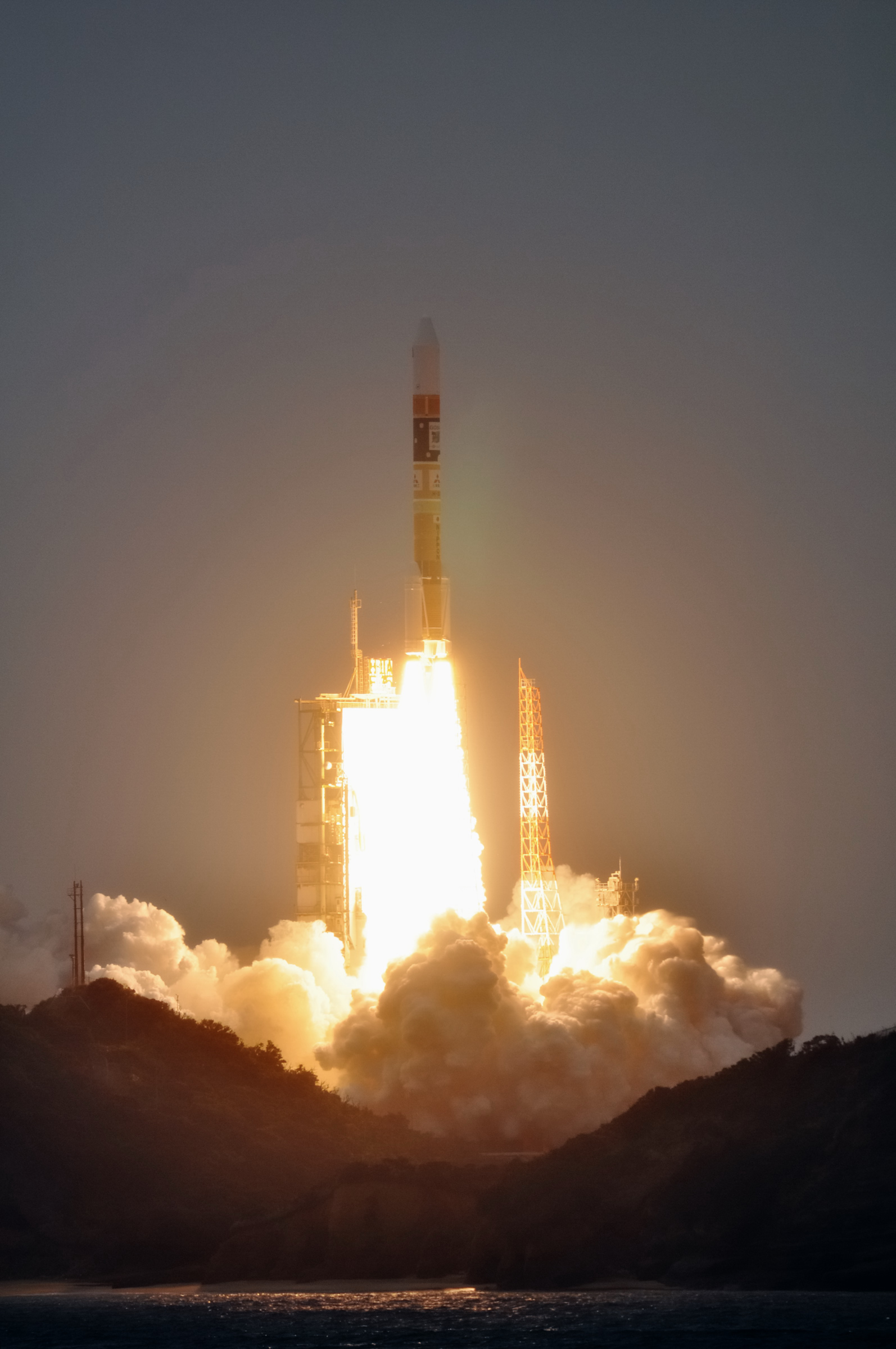
日本を代表するロケットH-IIA

日本の宇宙開発（にほんのうちゅうかいはつ）では、日本での宇宙開発について述べる。
日本の宇宙開発は、1950年代の半ば、糸川英夫が率いた大学の研究班に端を発する。30cmほどの小型ロケットから徐々に大型化を進め、人工衛星を打ち上げるような研究を行うようになった。
大学の研究班が衛星を打ち上げるようなレベルに到達した頃、国も宇宙開発専門の機関を設置した。以来日本では、大学から始まった宇宙科学研究所 (ISAS) と、国の機関である宇宙開発事業団 (NASDA) の二つの宇宙開発機関がそれぞれ独自にロケットの開発を行ってきた。1990年にスーパー301条で商用衛星が競争入札になり、1990年代末から2000年代の初めに幾つかの失敗を経験した後、初めて統一された宇宙機関である宇宙航空研究開発機構 (JAXA) が設置された。
これを他国の開発の経過と照らしてみると、大学が国立機関の設置より早く開発を始めたこと、軍事技術開発と一定の距離を置いていることなどが特徴的である。現在は、機関の統一による予算削減など厳しい財務状況の中で開発を行っている。

## 歴史

### 黎明期

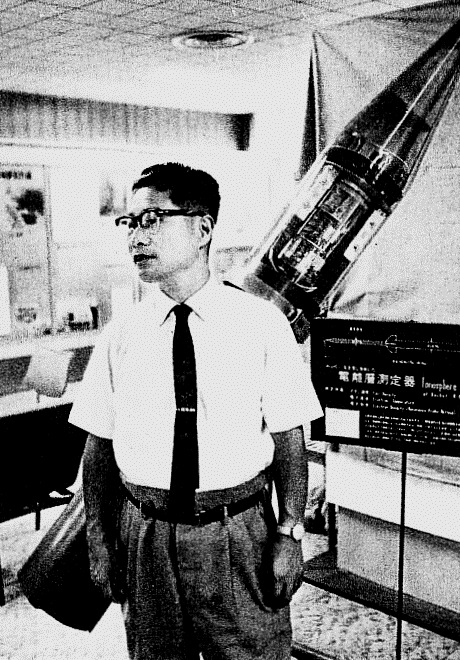
糸川英夫（1961年撮影）、後方に電離層測定器の模型が見える

日本ではかねてより、元寇の時に伝来した黒色火薬を使用するロケットが龍勢として各地に伝えられていた。
近代的な日本のロケット開発は戦前の1931年にさかのぼることができ、兵器開発の一環として外国からの十分ではない資料を元に、陸海軍の噴進砲や桜花などの固体燃料ロケットや、イ号ミサイルや秋水などの液体燃料ロケットの開発などが行われた。戦後ロケット開発に協力することになる村田勉などもこれらの研究に携わっていた。これらの研究は終戦後に一度断絶するが、重噴進弾や桜花の推進剤を整形していた圧出成形機については、後に修理されベビーロケットからK-4型ロケットまでの燃料製造に活用されることとなった。
宇宙開発としての黎明は東京大学教授であった糸川英夫によるものであった。第二次世界大戦後、日本は航空機の技術開発を禁じられ、第二次大戦中の航空技術者たちは多くが職を失っていたが、サンフランシスコ平和条約締結後、再度航空技術の開発が出来るようになった。7年間の断絶の間に日本の航空宇宙技術は大きく損なわれていた。糸川は東京大学生産技術研究所に航空技術の研究班を設置し、1955年4月には国分寺市で長さ23cm、直径1.8cmのペンシルロケットの水平発射実験をおこなった。これが戦後日本の最初のロケット実験とされている。続いて大きな目標として、来たる1957年〜1958年の国際地球観測年での実施が計画された、上層大気の（ロケットによる）観測のための機器を、外国から好意的な申し出もあったもののそれに頼ることなく糸川らのロケットで打ち上げるべく、研究・開発が進められることとなった。

### 初期
ペンシルロケットは当初水平発射を行っていたが、徐々に大型化すると、都市近郊での実験は危険になったため、秋田県の道川海岸へ移動し、打ち上げ実験をすることになった。ペンシルロケットの後、一回り大きいベビーロケットを開発し、最終的に高度6kmまでとどくようになった。ベビーロケットのあとは、気球からの発射を行うロックーンの計画と地上から打ち上げる計画が同時に行われたが、ロックーンは開発に難航し廃れていった。地上発射型のロケットではカッパロケットが徐々に到達高度を伸ばし、このロケットは気象観測などにも使われ、1958年には国際地球観測年に情報を提供した。この時代のロケットは開発資金がなかったため、手作りであり、追尾レーダーも手動であった。いずれも失敗を繰り返しながら試行錯誤で生産され、多くのタイプを生み出した。
1958年、カッパロケットの6型は高度40kmに到達し、これによって日本は自力での観測データを持ってIGYに参加することができた。1960年、カッパロケット8型は高度200kmを超えた。当初秋田で行われていたが、飛距離の問題などからロケットの打ち上げ場所を太平洋に開いた内之浦に移動し、以前より大型のロケットの実験を行うようになった。

### おおすみの打上げ

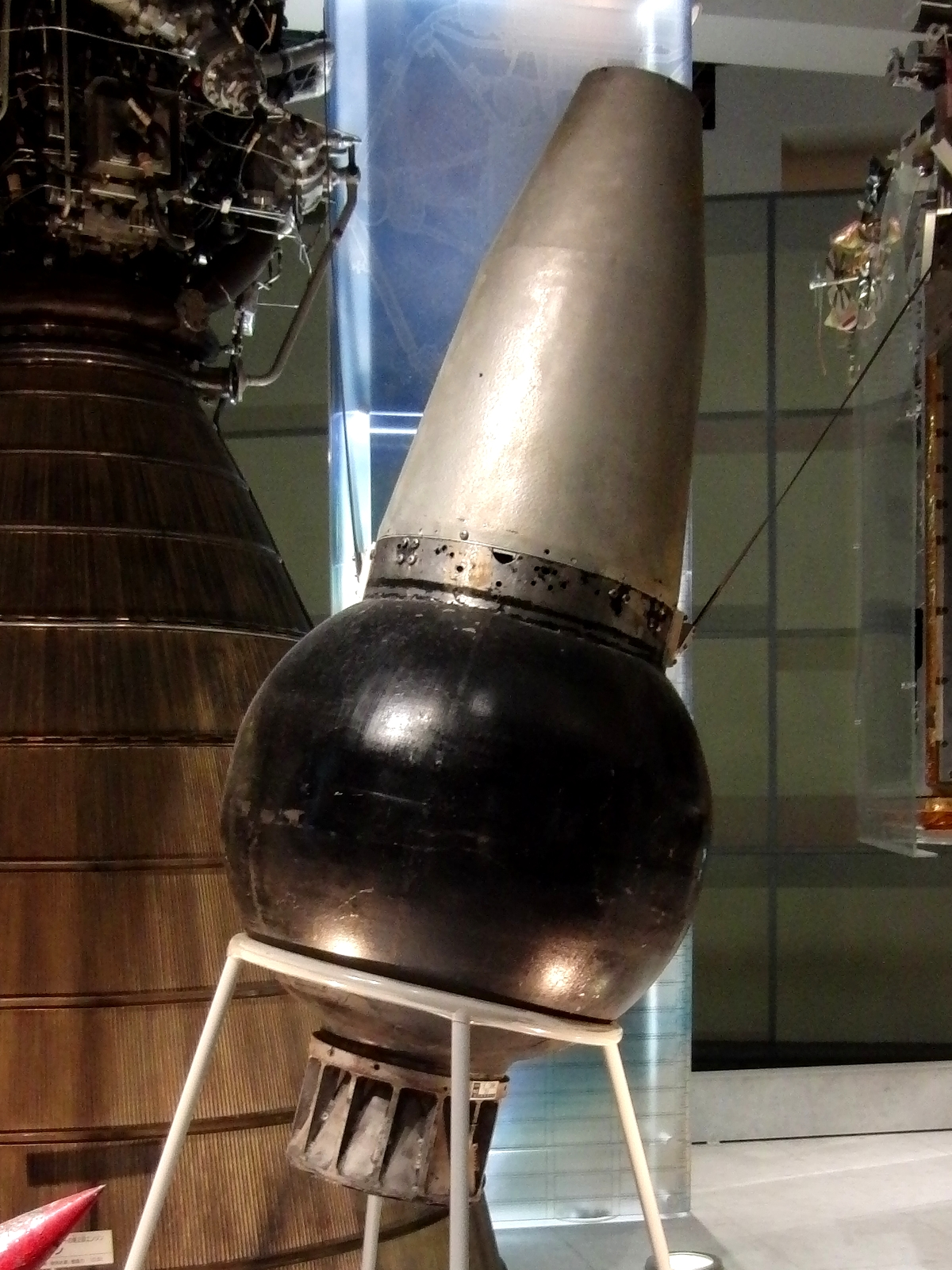
日本初の衛星、おおすみ

1960年代にはこれまでに採取されていた情報から『人工衛星計画試案』が立てられた。これに伴ってカッパロケットの後継となったラムダロケットの開発が始まり、打ち上げに関する技術情報は小型のカッパロケットから取りつつ、より高高度への打ち上げを行うためにロケットの研究が行われた。
1963年に科学技術庁は航空宇宙技術研究所を設置した（以下、航技研と略す）。航技研も宇宙に関する研究を行うことから、このころから国も宇宙開発に徐々に力を入れ始めてきたといえる。しかしその後の経過も含めてみると、東大生産研系と航技研とで、宇宙関係と航空関係の住み分けという傾向のほうが強く、たとえば航技研の機器で衛星軌道に上げられたものは「じんだい」など多くはなく、設備などもそういった傾向があった（2003年に組織としては統合される）。1964年には科学技術庁はさらに別の機関として「宇宙開発推進本部」を設置した。
東京大学では宇宙航空研究所が設立された。ラムダロケットの開発は徐々に改良を加えながら進み、高度2000kmに達するまでになり、衛星の打ち上げが現実に近づいていた。しかし当時、ロケット開発において誘導制御が軍事技術になると日本社会党に指摘されたため（実際にカッパロケット由来の技術が海外で軍事転用されたことがある）、日本最初の人工衛星は誘導を伴わない姿勢制御のみの「無誘導」での軌道投入を余儀なくされた（重力ターン方式#無誘導重力ターン）。さらにロケットが遠くに飛ぶようになると近海で漁を行っていた漁業関係者との間で論争が起こり、一時停滞した。また、ラムダロケットによる軌道投入も4回も続けて失敗した。これはロケットを分離する際に、燃料の少量の残りが燃料となって下の段が上の段に追突し、揺さぶることが原因だった。これらによって得られた情報でさらにロケットを改良した。
1970年2月11日、全段無誘導のL-4Sロケット5号機によって日本初の人工衛星おおすみの打ち上げに成功した。ここまで国内技術だけで、ロケットと人工衛星の打ち上げに成功した。日の丸の小旗をもって待機していた町の人々は打ち上げ成功の喜びに沸いた。おおすみの信号は追跡に協力したアメリカによっても捕らえられたが、電池が高温で電力を失い、翌日までにはおおすみからの信号を捕らえられなくなった。おおすみ自身は宇宙航空研究開発機構が設立される直前まで軌道上に存在した。

### 成功と発展
衛星の打ち上げ以前から存在していた宇宙開発推進本部は1969年10月1日に科学技術庁の特殊法人宇宙開発事業団として組織化された。前身の推進本部時代には当初防衛庁の施設があった新島で実験を行っており独自のロケット基地を持とうとしたが、おりしも安保闘争の時代であり、防衛庁のミサイル基地への反対運動が起こったため種子島をロケット発射基地として移転した。宇宙開発事業団は商用ロケットの実用化のために、固体燃料よりも液体燃料のロケットを求め、技術習得を急ぐため米国からの技術供与を受け、N-Iロケットを打ち上げた。 このロケットはこれまで日本で独自に開発されてきた固体燃料ロケットとは違い、一部が液体燃料であり、これに連なるロケット群も液体燃料を利用することになった。宇宙航空研究所の宇宙開発は科学技術研究の要素が高く、宇宙開発事業団は商用ロケットや商用衛星の開発に力を入れた。
以来、文部省の所管であった東京大学宇宙航空研究所と科学技術庁の所管であった宇宙開発事業団はお互いに独自に開発を進めていくことになった。科学技術庁側の一元化の主張に、文部省は実績と大学自治で対抗した。この問題は科学衛星の打ち上げは宇宙航空研究所が行い、1.4mより大型のロケットは宇宙開発事業団が行うという線引きで決着した。東大研究班は1981年に文部省の国立機関である宇宙科学研究所(ISAS)になる。しかし、以降も文部省と科学技術庁は綱引きを行いながら宇宙開発を進めていく。

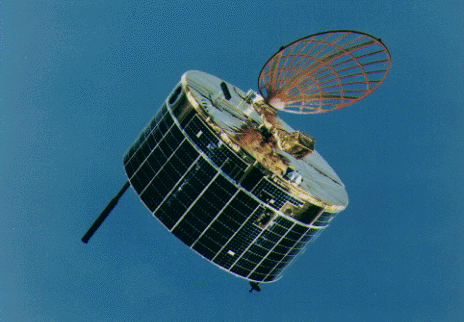
ハレー艦隊に参加したさきがけ

1970年代に入るとより精度の高いロケットの開発が始められた。おおすみを打ち上げたL-4Sの技術を元にミューロケットの初期型であるM-4Sロケットが開発された。1号機は失敗したものの、その後は3機続けて人工衛星の軌道投入に成功し、ミューロケットの土台となった。この後、システムを簡易化するためにミューロケットは4段から3段へと変更を行い、誘導制御とロケットの強化を行ったM3-C型に改良した。M3-C型は4機打ち上げられ1機は失敗したものの3機の軌道投入に成功した。さらにM3-Cの1段目を長くして推力を挙げたM3-H型で3機、全段が誘導可能になったM3-S型で4機の衛星の打ち上げを連続して成功させた。徐々に軌道投入が正確になり、高いところへの投入が可能になって行った。
これらのロケットによって技術試験衛星たんせいなど多くの科学衛星が打ち上げられ、宇宙科学研究所は衛星に対する情報と技術を蓄えていった。また、きょっこうやおおぞらのような大気観測衛星、はくちょうやひのとりのようなX線天文衛星が活躍した。宇宙科学研究所のロケットの開発はM-3SIIロケットで一段落を終えた。このロケットは全段固体燃料のロケットとしては初めて、衛星を地球の重力圏から離れるまで持っていき、さきがけとすいせいをハレー艦隊に参加させた。M-3SIIロケットは確立した技術として続々と衛星を打ち上げていった。

### 更なる開発へ

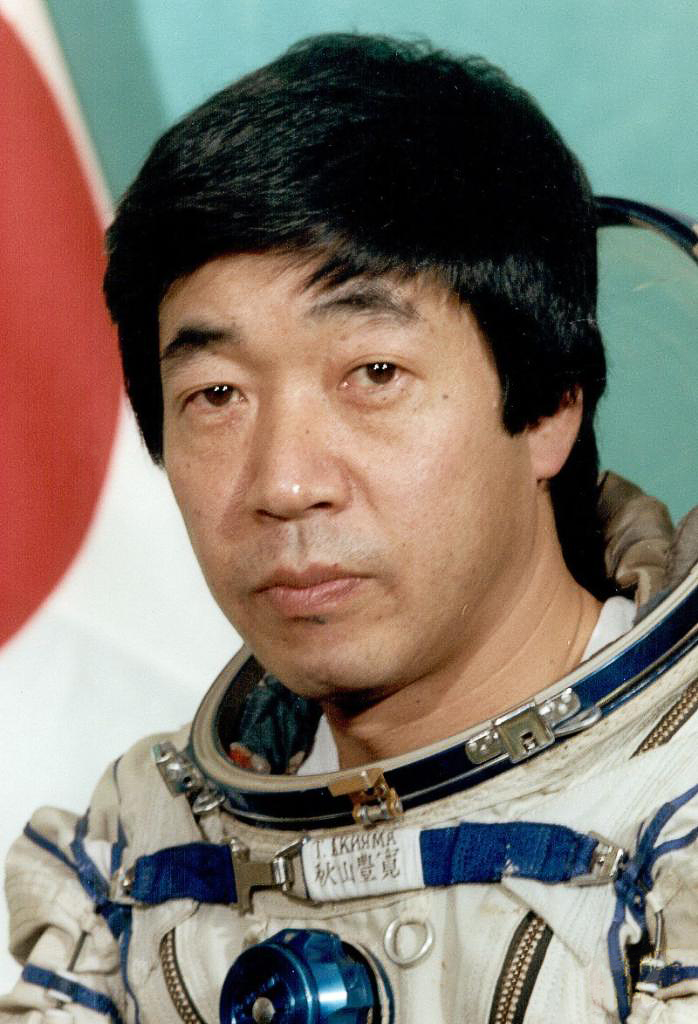
秋山豊寛（1990年）

より大型の固体ロケットの開発は一足飛びには進まなかった。宇宙科学研究所は政府に対して今後10年程度は技術的にロケットの直径を1.4m以上に大型化できないだろうと言う予測を報告し、宇宙開発事業団ともこの大きさで線引きをしており、さらに国会が制限をかけたため、大型化が困難になったためである。
宇宙開発事業団は初期には独自の液体ロケットの開発を行う予定であったが、差し迫った実用・商業的なロケットの必要性から、アメリカと日米宇宙協定を結び米国からの技術導入の運びとなった。アメリカのデルタロケットの1段目液体エンジンを利用し、国内で開発を行っていたLE-3を2段目に設置した液体ロケットの計画を始めた。こうしてN-1ロケットが開発された。しかし、最初の液体ロケットとなったN-Iロケットは軌道への投入能力が低く、衛星を製作する能力も米国に劣っていた。このため、1977年には米国からの技術移転で作られた静止気象衛星ひまわりをアメリカのロケットで打ち上げた。また、さくらやゆりなども米国のロケットで打ち上げてもらった。N-Iロケットは製造技術と管理手法のみの技術取得であったが、こまめに記録を取り、宇宙開発事業団は徐々に技術を身につけ、衛星でもひまわりの2号機以降は国産化率を高めていった。
これ以降、宇宙開発事業団は大型化する衛星の要求を満たすためにN-Iロケットの後継であるN-IIロケットの開発を始め、2段目はノックダウン生産に変え、300kg近いひまわり2号を静止軌道に投入することに成功した。これらのロケットはアメリカのデルタロケットのライセンス生産やアメリカ部品のノックダウン生産でありロケット自体は非常に質のよいものであったが、衛星のアポジモーターなどはブラックボックスになっており失敗したときに改善するにも情報がなかなか手に入らなかった。このため、ロケット全体を自主開発することが必要となり国産での開発を始めた。新しく開発されたH-Iロケットは独自で研究開発を行った液体燃料ロケットLE-5エンジンを実用化し、2段目をこのロケットエンジンに変えた。LE-5は再点火できることが特徴でこの特長によりN-IIより強力になり、H-Iロケットの静止軌道への投入能力は500kgを超えた。
宇宙開発事業団の生産したロケットは多くが商業衛星を打ち上げるために使われ、急速に増えた通信衛星や放送衛星、気象観測衛星などを打ち上げていった。H-Iロケットは9機生産され、そのすべての打ち上げに成功しており、日本で初めて複数の衛星の同時打ち上げに成功した。
日本は有人宇宙飛行のための開発を行っておらず、NASAの協力で1988年に毛利衛が日本人としてはじめて宇宙に行く予定であったが1986年のチャレンジャー号爆発事故によってそれが延期となり、1990年に旧ソビエト連邦のソユーズTM-11により民間人であった秋山豊寛が日本人として最初に宇宙に行くことになった。また、彼は民間人として初めて宇宙に行った人間にもなった。

### 大型ロケット開発成功と諸問題

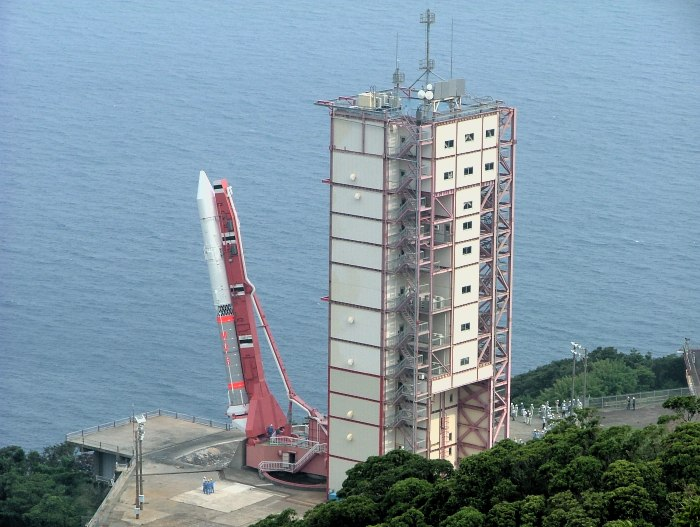
M-Vロケットの打ち上げリハーサル

宇宙開発事業団はLE-5エンジンを成功させ、日本国内での技術が進捗したことも鑑み、国内技術をより高めるために純国産液体燃料ロケットを開発することを決めた。開発は1984年から始められた。H-IIロケットはすべてを一から再設計したものである。1段目のエンジンも完全国産を目指し、その開発は難航した。日本が新型の1段目として開発していたLE-7ロケットエンジンは、高圧の水素・酸素ガスの燃焼を利用するもので、振動による部品破損や、材料の耐久性などの問題を解決するのに時間がかかった。水素が漏れることによる爆発も起きた。固体ロケットブースターには宇宙科学研究所で研究が続けられてきた固体ロケットの技術を生かすことになった。開発には10年かかり、H-Iの最後の打ち上げから2年後の1994年に1号機を打ち上げることになった。2月3日に打ち上げる予定であったが、フェアリングの空調ダクトが発射台から落ちたために1日延期し、2月4日に液体ロケットとしては初めて完全国産となったH-IIロケットの1号機が打ち上げられた。
一方、宇宙科学研究所は1989年の宇宙開発政策大綱の変換でより大型のロケットの開発が可能になり、固体燃料ロケットで惑星探査が出来るロケットの開発を1990年から始めた。こちらもロケットモーターの開発で問題が発生した。開発が長引き、M-3SIIロケットの最終飛翔からやはり2年後の1997年にM-Vロケットが完成した。ロケットの空白期が生まれたために、火星探査機のぞみは打ち上げを2年延期することになった。
こうしてロケットの開発が進んだ日本であったが、1990年（平成2年）には米国貿易政策「スーパー301条」が適用され、日本が国内で使用する実用衛星も国際競争入札にしなければならなくなった。これによって実用衛星の打ち上げに関しては、より安価に打ち上げることの出来る米国製のロケットが多くを持っていき、また、少数生産で高コストの国産衛星は、大量生産で低価格の欧米の商用衛星に敵わず、ひまわり5号の後継機は米国製の完成品購入になった。みどりのような環境観測のための衛星や、はるかのような天文衛星など科学衛星や実験衛星は日本のロケットで打ち上げられることがほとんどであり、これらの衛星は大きな成果を上げた。しかし、商用衛星の打ち上げが海外に流れたことは現在に至るまでロケットの商用打ち上げの実績を積むことができない理由ともなった。
また、1990年代後半から2000年代初めにかけては新たに開発した大型ロケットで躓くことになった。H-IIロケットの5号機と8号機が連続で打ち上げに失敗し、M-Vロケット4号機も打ち上げに失敗。火星探査機のぞみは軌道投入に失敗した。これらの失敗と折からの行政改革の動きが重なり、宇宙機関の統合が政府で提案されるようになった。組織間の連携の強化、機能の重点化、組織体制の効率化などを行う計画が立てられ、宇宙開発事業団は、H-IIロケットの打ち上げ失敗を反省してロケットの再設計と簡素化を行い、2001年にH-IIAロケットの初打ち上げを成功させたが、2003年10月1日に宇宙科学研究所(ISAS)、宇宙開発事業団(NASDA)、航空宇宙技術研究所(NAL)が統合され、文部科学省の下で宇宙航空研究開発機構(JAXA)が発足した。

### 機関統合後
宇宙航空研究開発機構（JAXA）設立直後のH-IIAロケット6号機の打ち上げは失敗したものの、その後は成功を重ねた。さらに2009年には、より搭載能力の高いH-IIBロケットによる宇宙ステーション補給機（HTV）の打ち上げも成功させ、国際宇宙ステーション（ISS）への物資の補給を初めて成功させた。また同年にはISSで最大の実験棟となるきぼうの運用も開始された。2013年秋に、M-Vロケットの後継の固体燃料ロケットのイプシロンロケットの初号機が打ち上げられた。一方で、初の商業打ち上げとなった2012年のH-IIA21号機によるアリラン3号の打ち上げ以来商業受注を再び指向するようにもなっている。
衛星分野に関して言えば、1990年の日米衛星調達合意以降、国内で打ち上げる人工衛星の多くが官製の科学衛星や実験衛星になったため、この分野の技術力が強いものとなっていった。気象衛星のひまわり7号の標準衛星バスのDS2000はきく8号に使用された衛星バスを発展させることによって開発されたもので、これによりコストを下げることができ、再び国産で気象衛星を打ち上げることができるようになった。また標準衛星バスのNEXTARを開発したことで、基礎部分をある程度共有するセミオーダーメード型の衛星の実現が可能になり、安価で迅速な開発も可能となり、小型科学衛星（SPRINTシリーズ）や実用リモートセンシング衛星（ASNAROシリーズ）を多く打ち上げる計画も立ち上げられている。
近年で最大の成功ははやぶさの帰還と言える。工学実験を主目的に作られたはやぶさは、2003年に内之浦宇宙空間観測所からM-Vロケットで打ち上げられ、2005年に小惑星イトカワを探査、打ち上げから60億kmの飛行を経て2010年に地球に帰還した。イトカワへの
着陸時にトラブルがあったため、小惑星の試料を採取できていない可能性が高いとされていたが、帰還させたカプセルの中に小惑星の試料が入っており、これによってはやぶさは世界で初めて小惑星から試料を持ち帰った探査機になった。

### 現在
1998年の北朝鮮のミサイル実験以降、過去には行われてこなかった情報収集衛星 の打ち上げやミサイル防衛など防衛目的での宇宙利用が行われるようになった。また、冷戦終結後は欧州や中国、インドなど各国の宇宙開発の進展によって国際環境が変化したことで日本独自の宇宙開発の意義も変化。さらに、研究開発や科学だけでなく商用や産業の発展などの実用への活用の要求や、宇宙開発に協力する国内民間企業への恩恵の少なさなどが日本の宇宙開発の課題となっていた。
このような問題に対応するため、宇宙開発の中心を文部科学省から関連省庁の垣根を越えた内閣総理大臣の責任の下に移すことが考えられるようになり、2008年に宇宙基本法が制定された。これによって法的に内閣の下での宇宙開発の計画管理の一元化の道筋が立ち、防衛利用の法的根拠等も整備された。制定後、内閣に宇宙開発戦略本部、内閣府に宇宙政策委員会と宇宙開発推進戦略事務局が相次いで設置された。従来、文部科学省の宇宙開発委員会が行っていた計画管理も内閣府の宇宙政策委員会に移り、新しい宇宙開発計画体制が構築された。従来の日本の宇宙開発体制では、JAXAを所管していた文部科学省が力を持っていたが、これらの組織の発足により経済産業省も力を持ち始めるのではないかと推測されている。

## 政策

### 目標
日本は「安全で豊かな社会」を実現するために積極的に宇宙航空技術を利用したいとしている。JAXAの長期ビジョンによると
- 自然災害、環境問題に役立つシステムの構築
- 惑星、小惑星探査の高度化と月利用のための技術研究
- 安定的輸送のための信頼性の向上、有人宇宙活動関連の研究
- 宇宙産業の基幹産業化

などが盛り込まれている。
内閣府の宇宙政策委員会が2017年に策定した「宇宙産業ビジョン2030」では、宇宙利用産業も含めた宇宙産業全体の市場規模（当時1.2兆円）について、2030年代早期の倍増を目指すとしている。

### 予算
2008年の宇宙基本法の施行以降は内閣を通して予算の分配を行っており、平成21年度(2009年度)以降は当初予算と補正予算の合計で3000億円程となっている。
科学目的が第一義だったことや、国内の人件費の高さなどから打ち上げのための費用は高いとされる。これらの条件から商業打ち上げに関しては先進的とはいえない。H-IIAも増産に繋がるような大型衛星の打ち上げは受注が出来ていない。しかしながら、予算の効率的な利用などのため低コスト化は推進されており、H-IIAはH-IIに比べ打ち上げコストを下げる努力が行われた。打ち上げ費用はH-IIでは190億円程度だったものがH-IIAでは120億円〜80億円程度に低下している。現在、ペイロードでは劣るものの、より低価格で打ち上げが可能なイプシロンロケットが運用されており、同機は打ち上げに向けた機体の自己チェックなどの省力化が進められている。
JAXAの予算は三機関統合や宇宙開発の予算に情報収集衛星の予算も加えられたことなどから、減少傾向にある。JAXAの年間予算は2010年に約1800億円、人員は約1600名であり、アメリカ航空宇宙局（NASA）の約10分の1、欧州宇宙機関(ESA)の2分の1以下である。海外の軍用衛星の費用も含めた宇宙開発費全体と比べると、2005年の時点で米国の15分の1以下、欧州諸国の3分の1以下の規模に過ぎないとされる。
人的資源が高額であること、商業的に成功していないことなどを鑑みれば、海外に比べ資金繰りで不利といえる。このため、試験機を飛ばすことや失敗も難しい状況であり、節約のための設計が問題を招く例もある。たとえばSRB-Aは初期にはロケットノズルを安価に生産できる円錐型にしていたが、安全性のため現在では釣鐘型に変えられている。官需が少なく、民需も取り込めていない現状では、民間企業が宇宙産業から手を引き、将来的に部品の調達が難しくなる可能性があるとされる。

### 広報

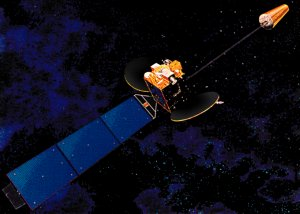
現在のひまわり

JAXAは宇宙開発について理解を得るために国民や民間事業者にネットなどを通した情報開示を行っているほか、刊行・印刷物やネット通信、施設公開など多様な手段での広報、双方向的な交流の仕組み作りなど広報活動の拡大に取り組んでいる。メディアに取り上げられる回数も増え、結果として予算を大きく拡大せずに認知度の向上やマイナスイメージの減少につなげている。
JAXAの広報施設には宇宙科学技術館が存在する。東京ではJAXAiが存在したが、2010年に閉館されている。
ロケットの発射を見るため射場に訪れる人は多く発射時には町が活気付いている。現在はインターネットによる打ち上げ中継なども利用されている。

## 組織
日本の宇宙開発は東京大学生産技術研究所の一研究班として始まっており、その元を辿れば戦前に航空機開発を行っていた東京大学第二工学部を基にしている。この研究班は1964年に東京大学宇宙航空研究所として独立した。1963年には国が航空宇宙技術研究所を立ち上げ、これに伴って航空技術は航空宇宙技術研究所が行うことになった。1969年に宇宙開発事業団が立ち上げられ、技術輸出の問題から宇宙航空研究所の研究開発は科学分野に特化していった。その後1981年には宇宙航空研究所が改組され、国立の宇宙科学研究所となった。1990年代から2000年代初頭にかけて行われた政府機構の整理と行政改革の機運に、ロケット発射の失敗が重なり、各組織の連携強化が必要とされてこれら機関が統一され、文部科学省の下の宇宙航空研究開発機構(JAXA)が立ち上げられた。2008年の宇宙基本法制定以降は宇宙開発関連は内閣の宇宙開発戦略本部などが主導している。
宇宙観測の分野では独立行政法人自然科学研究機構国立天文台などと共同でプロジェクトを行っている。

### 施設
- 内之浦宇宙空間観測所
- 種子島宇宙センター
- 筑波宇宙センター
- 角田宇宙センター
- 地球観測センター
- 臼田宇宙空間観測所
- 横浜衛星管制センター

#### ロケット発射場

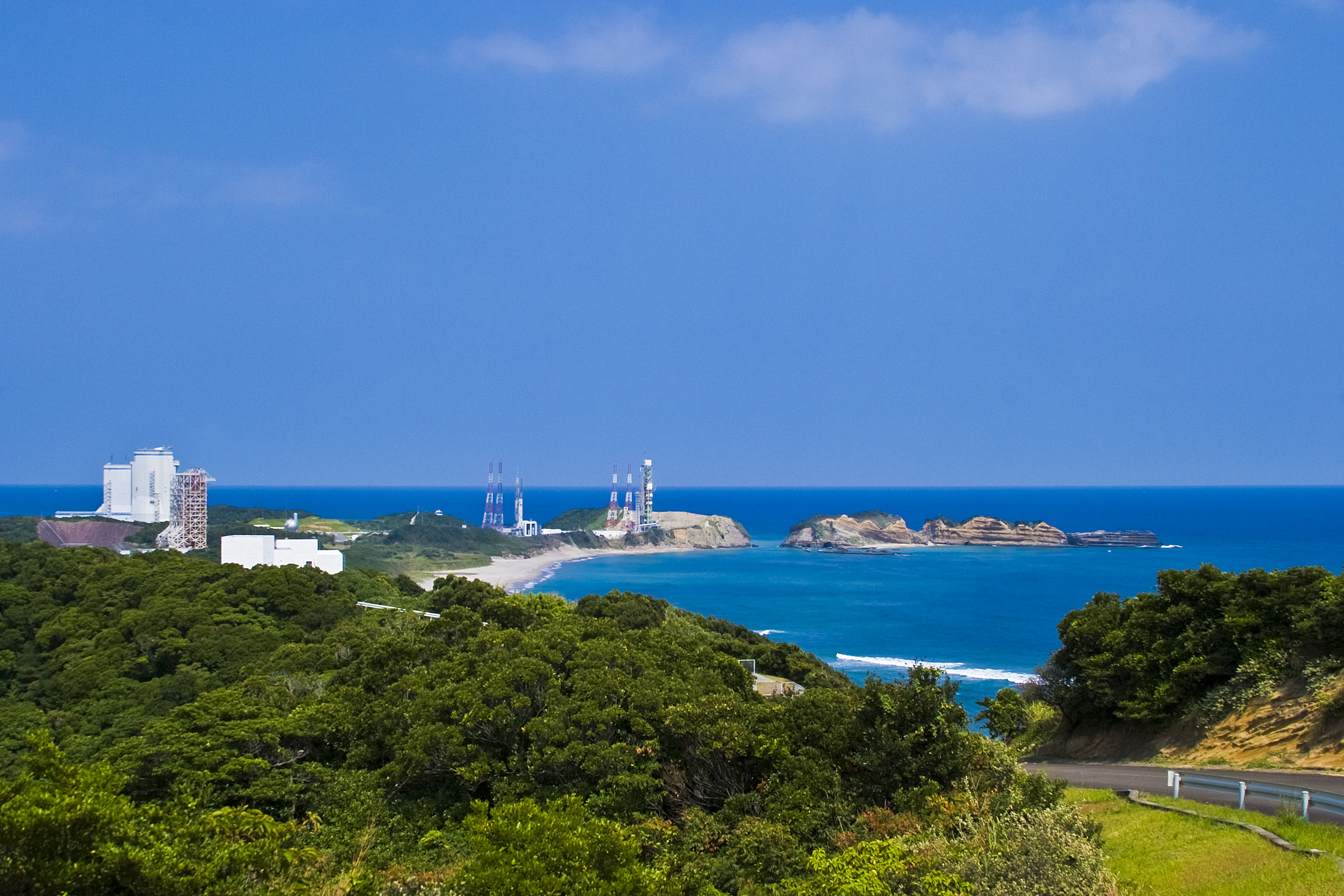
日本最大のロケット発射場、種子島宇宙センター

日本国内で人工衛星打上げが可能なロケット発射場は種子島宇宙センターと内之浦宇宙空間観測所の2ヶ所である。旧NASDA系の液体燃料ロケットは種子島から、旧ISAS系の固体燃料ロケットは内之浦から打ち上げられている。
上記2ヶ所以外に、試験および観測ロケットの発射場として秋田ロケット実験場と気象ロケット観測所が存在する。秋田ロケット実験場は東京大学生産技術研究所が1955年からロケット発射実験に使用された。この実験場は1965年の航空宇宙技術研究所による発射を最後にその役目を終え、現在は石碑が残るのみで当時の施設は何も現存していない。気象ロケット観測所は気象庁が1970年4月に開設し、2001年3月21日までMT-135Pロケットが計1,119回打ち上げられた。現在は大気環境観測所として大気観測を行っている。
新島試験場では1963年から1965年にわたって科学技術庁が小型ロケットの打ち上げ試験を実施した。当施設は防衛庁の施設であり、間借りする形で試験が行われていた。現在は技術研究本部航空装備研究所新島支所として、ミサイルなどの誘導兵器の発射試験に関する業務を行っている。
大樹町多目的航空公園では民間ロケットであるCAMUIロケットの打上げが2002年から行われている。
また、日本国内ではないが、日本の南極基地のひとつである昭和基地では1970年から1985年にかけて、オゾン測定やオーロラ観測などを目的とした54基の観測ロケットが打ち上げられている。

#### かつて存在した施設
- 秋田ロケット実験場
- JAXAi

### 関連企業
下記主要企業のうち、ロケットを手掛ける三菱重工業、IHI、人工衛星を手掛ける三菱電機、NECは通称「ビッグ4」と呼ばれる。
- IHI・IHIエアロスペース
- 三菱重工業
- 日本電気・NECスペーステクノロジー（旧・NEC東芝スペースシステム）
- 三菱電機
- 川崎重工業

### 民間宇宙団体
- 大学宇宙工学コンソーシアム
- 日本ロケット協会
- 日本モデルロケット協会
- 北海道宇宙科学技術創成センター
- 宇宙開発協同組合SOHLA
- 宇宙作家クラブ

## 開発状況
日本のロケットは平和利用の目的のため完全に軍事技術と切り離されて発展し、弾道ミサイル技術につながるとされる再突入も1994年に打ち上げられたりゅうせいまで控えられており、2000年代初頭までは偵察衛星も開発されなかった。このためロケットや衛星の多くが科学目的か商用目的を持ったものである。初期は観測衛星が多かったが、徐々に通信衛星や惑星探査機などが増えてきており、特に1990年の日米衛星調達合意 以降はコストの面から実用衛星の商業受注も難しい状態に陥ったため、工学的な面で先進的な技術試験衛星が多数打ち上げられた。
JAXAなどの計画管理は、NASAで行われていたPPP(Phased Project Planning、段階的計画立案)を取り入れたものになっている。これは研究で仕様と計画を策定する「研究」、それを詳細に検討し実現可能な計画に変える「開発研究」、実際に実機を作り試験を行う「開発」、実際に運用する「運用」に分かれており、実際に決定され、作成されるのは開発からである。また、評価のためにさらに細かい分類がある。
日本の宇宙開発費は比較的低コストで行われている。H-IIAまでのロケットの開発費用は3900億円であり、アリアンVの開発費用80億ユーロに比べ安くなっている。衛星でも開発費が少ないため他国に比べ試験機が少なく、衛星の場合一つの衛星で多くの実験を行っている。また、壊れても次々と打ち上げられる状況ではないため、故障しても実験継続の可能性があれば続け、失敗しても他の用途に利用できる場合は利用し使う。

### ロケット
日本の人工衛星打ち上げ用ロケットの開発の特徴は、固体ロケット系列と液体ロケット系列が並行して進められていることであり、最初の人工衛星打ち上げ用ロケットの打ち上げとなった1966年のL-4Sロケット1号機の打ち上げから2013年9月末時点までに、累計94機の人工衛星打ち上げ用ロケットが打ち上げられ、このうち82機が成功している。成功率は87.23%（ロケット側の成功率。人工衛星の成否は勘案しない）。
人工衛星打ち上げ用ロケット以外の小型の試験ロケットや観測ロケットも換算すれば日本のロケットの多くが固体ロケットである。固体ロケットはペンシルロケットからつながる系譜であり、最新機種はイプシロンロケットである。また固体ロケット技術は液体燃料ロケットの固体燃料ブースターのSRBとSRB-Aにも活用されている。
一方液体ロケットは水素と酸素を利用する二段燃焼サイクルのLE-7Aエンジンが主力大型ロケットH-IIAとH-IIBに利用されている。このエンジンは現在まで打ち上げ失敗につながるほどの大きな異常は生じていない。2013年にエキスパンダーブリードサイクルエンジンを利用するH3ロケットを開発することが決定された。また、液化天然ガスを燃料に利用するLNG推進系についてはGXロケットの開発は中止されたが同系統の研究は継続している。
ロケットの技術試験のために観測ロケットを利用する例があるほか、H-IIの開発途中では小型のH-IIロケットであるTR-Iロケットを作って打ち上げている。現在観測ロケット用の小型ロケットでは再使用ロケットを利用する案が出ている。
民間のロケット開発に対しては、2023年秋にスタートした政府のロケット開発支援事業である中小企業イノベーション創出推進事業(SBIRフェーズ3基金)」を活用した、文部科学省の民間ロケットの開発・実証プログラム(SBIR3民間ロケット支援事業)が稼働している。この支援事業では、2023年9月の採択から2027年度までに打上げ実証に進めるベンチャー企業が実現することを目指し、総額350億円の補助を実施する。2023年の採択時は4社（インターステラテクノロジズ、SPACE WALKER、将来宇宙輸送システム、スペースワン）だったが、最終段階まで通過するには、およそ4年半の期間で軌道上まで打上げ可能なロケットを開発しなくてはならない。

### 人工衛星

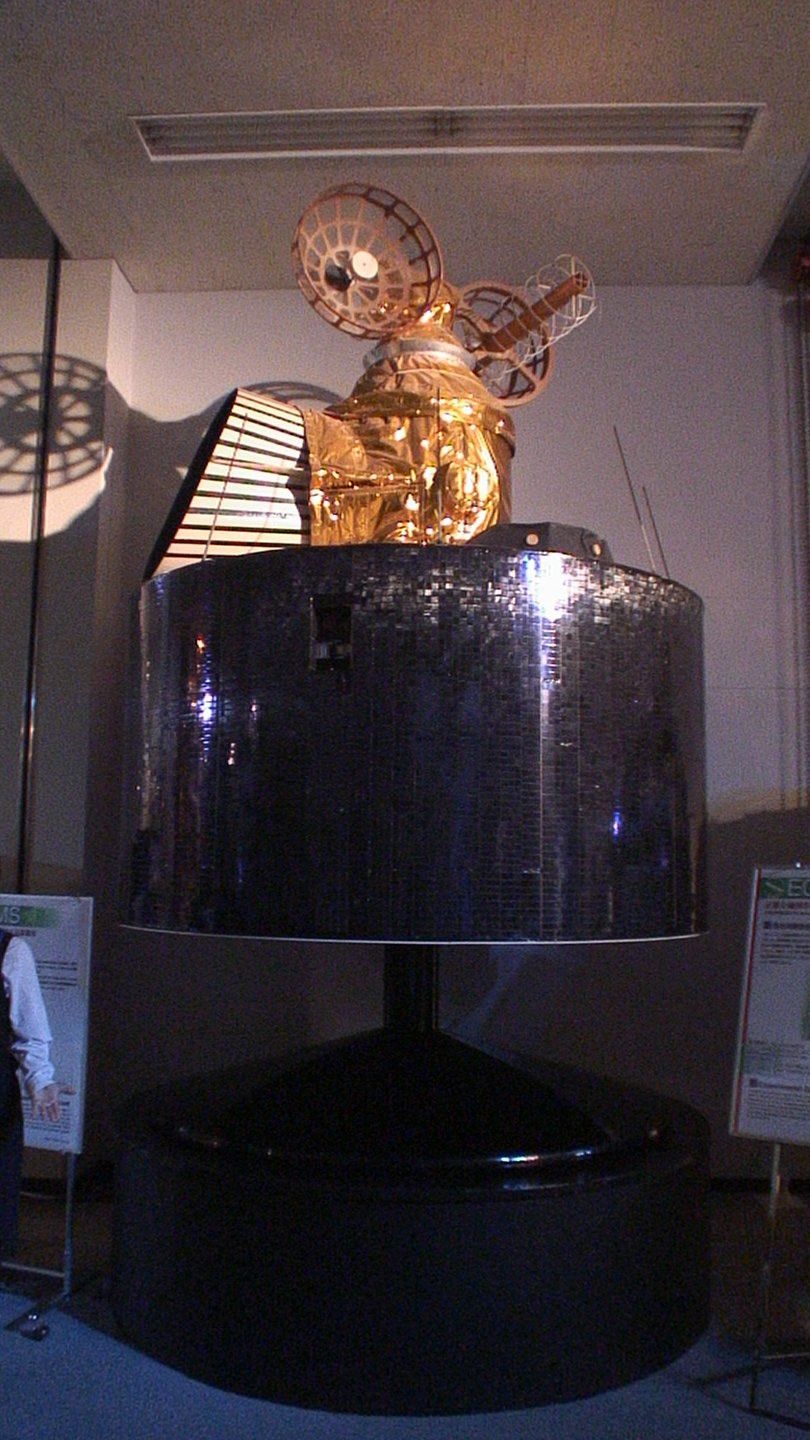
ひまわり1号

気象衛星ひまわりは非常に有名である。当時の日本のロケットは可載量が低かったためひまわり1号は1977年にアメリカのデルタロケットによって打ち上げられた。以来小修正と機能の高度化を進めながら5号機までが打ち上げられており、2014年にはひまわり8号が、2016年にはひまわり9号が打ち上げられた。
X線での天文学を行っていた学者たちによって打ち上げが祈念されたX線天文衛星は一度目は打ち上げに失敗したが、再び打ち上げられはくちょうと名づけられた。この衛星が中性子星などの観測で多くの発見を生んで以降X線天文衛星は途絶えることのないように打ち上げられている。太陽観測衛星や電波天文衛星も打ち上げられている。また、地上の天文台や他国の天文衛星などと協力している。現在はひので、ひさき、あらせなどが運用されており、2016年にはひとみが打ち上げられた。
でんぱを初めとする地球観測衛星はきょっこうやじきけんなどの地磁気観測につながり、大気観測にもつながっていった。一方で地上を観測するための衛星も気象衛星と同じく発展していった。現在ではだいち2号が陸域観測以外にも災害監視に役立っているほかいぶきが二酸化炭素測定に利用されている。
放送衛星は多くが海外製であり海外のロケットで打ち上げた物を利用している。通信衛星のではきずなを開発し、高速インターネット通信などの研究を行っている。2010年には東京小笠原間で遠隔医療に利用する実証実験を行った。
準天頂衛星みちびきは2010年9月11日に打ち上げられ、衛星測位システムの構築を目指しており、政府は7機体制を目指すとしている。
三菱電機は海外での販売なども可能な衛星バスDS2000を開発しており、現在まで12機の人工衛星に利用されている。

### 宇宙探査機
近年では遠隔操作による惑星探査に重点がおかれている。2010年にははやぶさの帰還が話題となった。はやぶさは小惑星のかけらのサンプルリターンに成功し、国民の目を惑星探査に向けることになった。一方で火星探査機のぞみ、金星探査機あかつきなどの軌道投入には失敗している。重力の強い惑星に対して投入する際に使用する小型、強力なエンジンに難があるとされる。

### 有人宇宙飛行
日本の組織自体は有人打ち上げを行っておらず、他国の有人打ち上げに参加するしか方法がない。最初に宇宙に行った国民はソ連ソユーズ宇宙船に乗ったTBSの秋山豊寛である。
1990年代からNASAとの協力の下、多くの宇宙飛行士が宇宙へ向かっている。国際宇宙ステーション計画では実験棟きぼうを製作しており、日本人が宇宙に滞在することは稀なことではなくなっている。
宇宙ステーション補給機などの技術を応用すれば有人宇宙飛行を達成することは不可能ではないとみられているが、現状で宇宙へ人間を輸送する必要性の少なさに対する経費の多さなどから、計画はあっても優先順位は低くなっている。

### 開発中の計画
- SOLAR-C
  - ひので後継の国際共同太陽観測衛星計画。2020年代前半の太陽活動期での観測を目指す。
- ベピ・コロンボ
  - 欧州宇宙機関と共同で行っている水星探査計画。水星周回軌道へ投入しての探査を目標としている[48]。
- SLIM
  - イプシロンで打ち上げる予定の小型月着陸機[49]。目標地点への高い精度での着陸を目指す。
- H3ロケット
  - H-IIA、H-IIBの後継機として開発が決定されたロケット[50]。

### 研究中の計画
- 火星衛星探査計画（MMX）
  - 火星衛星に探査機を送り込み試料を回収する計画。はやぶさの技術の応用などが考えられている。
- LiteBIRD
  - 宇宙インフレーション時期の原始重力波の探索を行う計画。
- 木星圏探査用ソーラー電力セイル
  - IKAROSなどの技術を応用し、木星圏を探査する計画。
- LUPEX
  - かぐやの後継機計画。2028年頃の予定。月面に着陸船を降下させ、無人探査機を走行させる計画。
- GREX-PLUS
  - あかり後継の赤外線天文衛星計画。2030年代の実現を目指している。
- だいち3号
  - だいちの後継として計画されていた地球観測衛星。ASNAROや情報収集衛星などと競合していた。2015年度からは先進光学衛星として計画が進められている。

## 軍事
日本は近年まで宇宙開発において軍事的利用を行ってこなかった。また、衆議院の国会決議で偵察衛星の保持は認めていなかった。ミサイルからの展開でロケットを生産するようになり、衛星の打ち上げやロケットの開発が軍事目的の一つだった諸外国と比べればむしろ純粋に非軍事目的のみで宇宙開発が発展した日本は特殊である。
この方針は1998年に北朝鮮がミサイル発射実験を行ってから変化した。発射実験以降、北朝鮮を偵察する独自能力の保有が国会で論議され、早速開発が始められた。以前の国会決議で偵察衛星の保持が認められていなかったため、「情報収集衛星」の名目で打ち上げられることとなり、2003年にその1号機が打ち上げられた。2008年には宇宙基本法を成立させ、防衛目的のミサイル防衛と偵察衛星の範囲で宇宙の軍事利用が可能になった。なお、ミサイル防衛に関しては防衛費から予算を工面している一方で、偵察衛星に関しては以前の宇宙予算の中で行っている。
現在日本の保有する偵察衛星はレーダー衛星と光学衛星の二種類であり、順当に計画が進められ、国が直接的に介入する分野であるため定期的かつ確実に打ち上げられている。また、ミサイルが発射されたことを探知するための早期警戒衛星の保有も検討されている。これらの衛星打ち上げは顧客としてみれば確実に打ち上げが受注できる大口の優良顧客であるが、開発のための資金は以前からの宇宙開発費から出ている事に他ならないため、科学分野での宇宙開発を圧迫している。法改正によって防衛予算を衛星開発に当て元の宇宙開発予算を科学用に戻すことも可能になっているが現状は実行されていない。
アメリカ軍が主催した人工衛星に対する攻撃への対処を主題とした机上演習には防衛省やJAXAの職員が参加している。
ミサイル防衛関連は、早期警戒衛星を持たないことからアメリカとの密接な協力の下、開発運用が行われている。
現在まで衛星攻撃兵器などは保有しておらず弾道ミサイルも保有していない。また、ロケットを量産できる能力がないため、日本の保有するロケット群を即時弾道ミサイルなどの軍事目的へ転用するのは物理的に不可能である。

## 国際関係

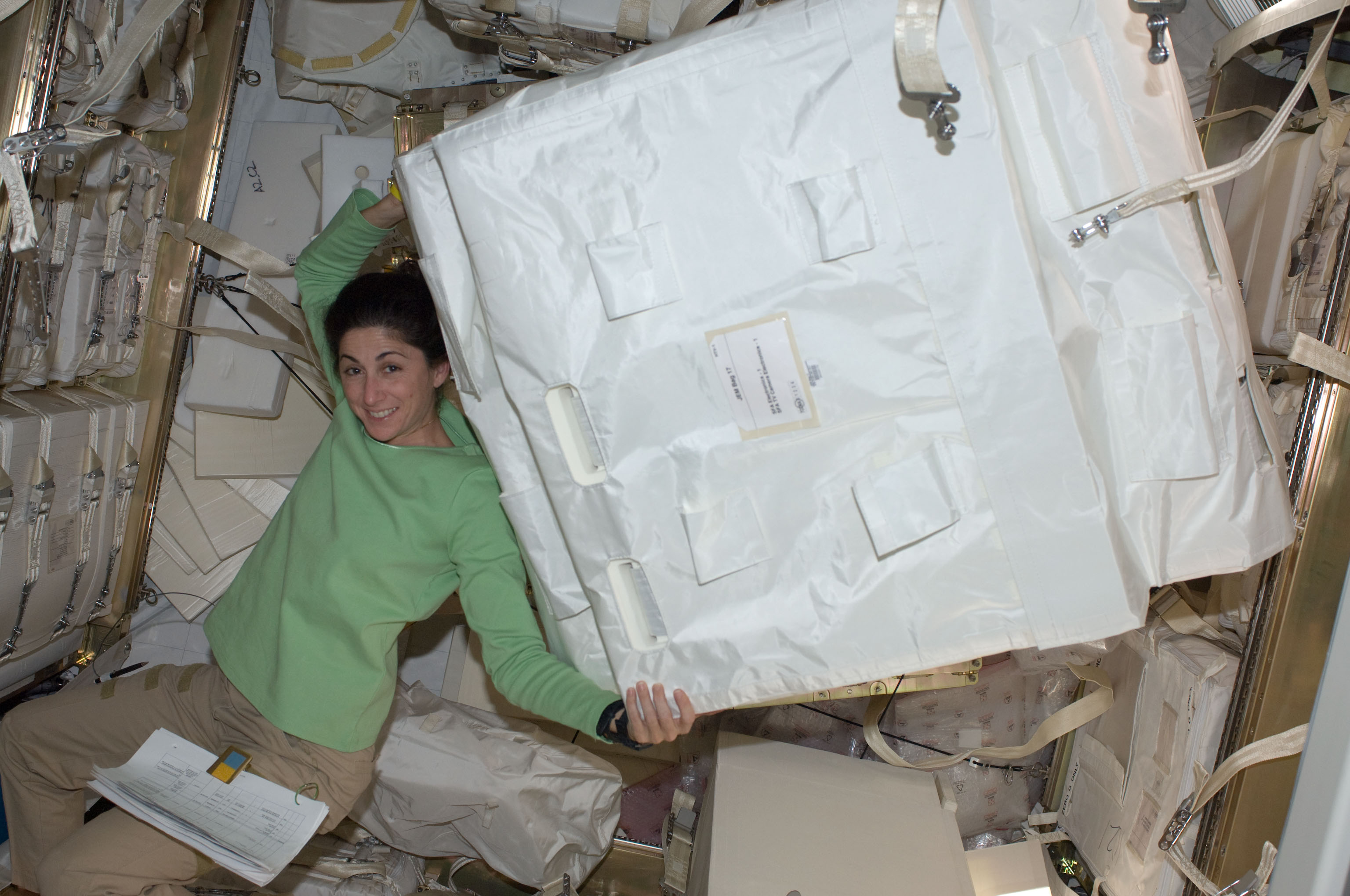
HTVには多くの荷物が載せられる

日本の宇宙開発における国際協力のはじまりは国際地球観測年の活動から始まっている。それ以降も科学衛星や天文衛星の情報を互いに共有することによって発見を行ってきた。
現在は国際宇宙ステーション計画に参加し、きぼうとよばれる独自の実験棟があり、宇宙ステーションへ物資を運ぶための宇宙ステーション補給機（HTV）を生産している。HTVはその役割からこうのとりと言う愛称をつけられている。毎年1機のペースで打ち上げられており、これからも2015年まで継続する予定。
宇宙探査や衛星の打ち上げに関しては欧州宇宙機関や欧州各国との共同で行う計画が見られる。また、水循環を観測するAquaはアメリカ、日本、ブラジルが共同で運用している。
現在、日本は、ロケット打ち上げと衛星製造の海外からの商業受注に力を入れており、2012年にはしずくに相乗りさせる方法ではあるが初めて有償による海外衛星（アリラン3号）の打ち上げを成功させ、2013年には相乗りではない純粋な商業打ち上げをカナダのテレサット社から受注した。また、ODAによるベトナムへのASNAROの提供が決定しており、2012年3月7日には、野田佳彦首相とタイのインラック・シナワット首相との会談の中で、ASNAROなどの日本の衛星をタイに導入する計画について話し合われた。またモンゴルにもASNAROの売り込みを掛けている。